# يوحنا دويل
يوحنا دويل (بالإنجليزية: John Doyle)‏ (17 يناير 1946 بجمهورية أيرلندا - ) هو لاعب كرة قدم أسترالي في مركز الهجوم. شارك مع منتخب أستراليا لكرة القدم. أما مع النوادي، فقد لعب مع سيدني تايغرز ونادي سيدني أوليمبيك ونادي سيدني يونايتد 58 وبانكستاون باريز ‏.

## وصلات خارجية
- يوحنا دويل على موقع ناشيونال فوتبول تيمز (الإنجليزية)